# António Costa
António Luís Santos da Costa (São Sebastião da Pedreira, Lisboa, Portugal; 17 de julio de 1961) es un abogado y político portugués, actual presidente del Consejo Europeo desde 2024.Anteriormente, fue primer ministro de Portugal desde 2015 hasta 2024. Previamente, entre 2007 y 2015, fue alcalde de Lisboa. Asimismo, de 2014 a 2024 fue secretario general del Partido Socialista.
Está licenciado en Derecho, por la Facultad de Derecho de la Universidad de Lisboa, donde fue miembro de la Asociación Académica (1982-1984) y director de la Revista da AAFDL (1986-1987). Hizo un posgrado en Estudios Europeos, en el Instituto Europeo de la Universidad Católica Portuguesa. Antes de empezar su carrera política, ejerció la abogacía.
El 24 de noviembre de 2015, António Costa fue nombrado primer ministro de Portugal por el presidente Cavaco Silva.
El 7 de noviembre de 2023 anunció su dimisión como primer ministro después de que la fiscalía lusa iniciara las investigaciones contra él y algunos miembros de su gabinete por presunta corrupción, prevaricación y tráfico de influencias. El presidente Marcelo Rebelo de Sousa aceptó la dimisión el mismo día.Semanas más tarde, la Fiscalía admitió que se confundió de António Costa en una transcripción y que el presidente no estaba investigado, sino su ministro de Economía, António Costa Silva.

## Biografía
António Luís Santos da Costa nació el 17 de julio de 1961, en São Sebastião da Pedreira, Lisboa, Portugal; hijo del escritor Orlando da Costa. Su padre era natural de Mozambique (antigua colonia portuguesa en África), hijo de padres provenientes de Goa (antigua colonia portuguesa en la India), su madre, Maria Antónia Palla, es una conocida periodista y activista feminista portuguesa.

### Trayectoria política
Comenzó su carrera política, aún estudiante, en el Ayuntamiento de Lisboa, en 1982, donde estuvo durante once años. Entre 1991 y 1995 fue diputado en la Asamblea de la República. En 1993 es candidato a la alcaldía de Loures, siendo elegido concejal. Pasó a integrar la Secretaría Nacional del Partido Socialista en 1994. Formó parte del XIII Gobierno como secretario de Estado (1995-97) y ministro (1997-99) de Asuntos Parlamentarios y ocupando la cartera de Justicia en el XIV Gobierno (1999-2002). Además ha sido también el miembro del gobierno responsable de la Expo'98 (en 1997), fue presidente del Grupo Parlamentario socialista (2002-2004) y diputado en el Parlamento Europeo (2004-2005). Ejercía el cargo de ministro del Interior (2005-2007), cuando abandonó el gobierno para ser candidato a las elecciones municipales de Lisboa. Salió vencedor con el 29,54 % de los votos y fue reelegido en 2009 con mayoría absoluta.
Desde 2007 es vicepresidente para la península ibérica de la Unión de Ciudades Capitales Iberoamericanas (UCCI).
António Costa es, desde abril de 2008, uno de los comentaristas del programa de debate y análisis político Quadratura do Círculo, que puede verse en el canal SIC Notícias.
En 2014 se convirtió en secretario general del Partido Socialista, obteniendo el segundo puesto en las elecciones parlamentarias del año siguiente, por detrás de la coalición conservadora encabezada por Pedro Passos Coelho, que ganó aunque en minoría. Costa consiguió llegar a un acuerdo inédito con el Partido Comunista Portugués y el Bloque de Izquierda que le llevó, tras ser rechazado el designado Passos Coelho por el nuevo parlamento, a ser nombrado por el presidente Cavaco Silva nuevo primer ministro portugués.
En cumplimiento de los acuerdos alcanzados con el Partido Comunista Portugués y el Bloque de Izquierda, el gobierno votó el restablecimiento de la semana laboral de 35 horas en el sector público, cuatro días festivos y un aumento del salario mínimo. Su gobierno consiguió reducir a la mitad el déficit presupuestario y el desempleo cayó por debajo del 10 %, el más bajo desde 2009.
Sin embargo, el descenso del desempleo oculta el uso de empleos mal pagados. Alrededor de la mitad de las nuevas contrataciones tienen ahora contratos de duración determinada. El número de trabajadores precarios aumenta y la mitad de las horas extras realizadas por los asalariados en 2018 no fueron pagadas.
Obtuvo la victoria con mayoría simple en las elecciones parlamentarias de 2019 y después con mayoría absoluta en las elecciones parlamentarias de 2022.
Luego de las elecciones europeas de 2024 y el buen resultado de su partido en Portugal siendo uno de los únicos tres países donde ganó el partido socialista, fue propuesto por los líderes de los 27 países que conforman la Unión Europea como Presidente del Consejo Europeo, siendo la cuota del S&D en los tres cargos más importantes a elegir entre los tres grupos del parlamento que lograron un pacto: PPE, S&D y Renew.

### Dimisión
El 7 de noviembre de 2023 anunció su dimisión como primer ministro después de que la fiscalía lusa iniciara investigaciones contra él y algunos miembros de su gabinete por presunta corrupción, prevaricación y tráfico de influencias. Con anterioridad, el Ministerio Público había investigado las sospechas que se vertían sobre el Ejecutivo por un posible trato de favor en concesiones de litio en las minas de Romano y Barroso, además de un proyecto de una central de producción de energía a base de hidrógeno.

### Presidente del Consejo Europeo
Casi un año después de su dimisión como primer ministro de Portugal fue propuesto por los 27 líderes de los países miembros de la UE como Presidente del Consejo Europeo como cuota del Partido Socialista en el reparto de cargos luego de las elecciones europeas de 2024. Costa fue visto como el candidato favorito para la Presidencia del Consejo Europeo. El 27 de junio de 2024, António Costa fue elegido presidente del Consejo Europeo, uno de los tres puestos de liderazgo más importantes de la Unión Europea, por los 27 líderes de los Estados miembros de la UE. Comenzó el cargo el 1 de diciembre de 2024.

## Cargos gubernamentales ejercidos
- Primer ministro de Portugal (desde el 26 de noviembre de 2015 hasta abril de 2024).
- Ministro de Estado en el XVII Gobierno Constitucional entre el 12 de marzo de 2005 y el 17 de mayo de 2007.
- Ministro de Justicia en el XIV Gobierno Constitucional entre el 25 de octubre de 1999 y el 6 de abril de 2002.
- Ministro de Asuntos Parlamentarios en el XIII Gobierno Constitucional entre el 25 de noviembre de 1997 y el 25 de octubre de 1999.
- Secretario de Estado de Asuntos Parlamentarios en el XIII Gobierno Constitucional entre el 30 de octubre de 1995 y el 25 de noviembre de 1997.

## Reconocimientos
- Gran Cruz de la Orden de Carlos III (2016)[18]